# 大山凌
大山 凌（おおやま りょう、2002年3月27日 - ）は、栃木県下野市出身のプロ野球選手（投手）。右投右打。福岡ソフトバンクホークス所属。

## 経歴

### プロ入り前
小学校2年生のときに野球を始め、下野市市立南河内中学校では硬式野球の『下野リトルシニア』に所属。3年時には全国優勝を経験した。
白鷗大足利高校では2年秋から背番号1を付けたが、3年夏は栃木大会1回戦で黒羽に敗れた。甲子園出場経験はなく、高校時代の最速は142km/hであった。
東日本国際大学へ進学するも、1年春のリーグ戦は新型コロナウイルスの影響で開催中止。1年秋から登板したが、2年春はチーム内の集団感染で出場辞退となった。ただ、2年秋は防御率0.36・奪三振率9.59、3年春は防御率0.35・奪三振率10.38と圧倒的な数字を残し、6月の全日本大学選手権に出場。4戦中3試合に登板し、19イニングを投げて3勝を挙げ、チーム15年ぶりのベスト4進出に貢献した。3年秋のリーグ開幕戦で右肘を痛め、投球再開は2月下旬となり、オープン戦での登板がないまま、4年春のリーグ戦で復帰となったが、防御率0.56・奪三振率10.97と復活を遂げた。全日本大学選手権に出場し、仙台大との初戦に先発して自己最速の153km/hを計測したが、7四死球と制球に苦しんで6回3失点（自責点1）で降板し、チームは敗れた。大学4年間のリーグ戦では中止・辞退となったシーズンを除いた6シーズン全てで優勝し、通算29試合の登板で13勝2敗・防御率0.71、127イニングで147奪三振を記録した。
2023年10月26日に開催されたドラフト会議にて、福岡ソフトバンクホークスから6位指名を受けた。11月22日に契約金3000万円・年俸800万円（いずれも金額は推定）で仮契約を結び、12月4日、福岡市内で入団発表会見が行われた。背番号は53。担当スカウトは作山和映。

### ソフトバンク時代
2024年シーズン前の春季キャンプではB組スタート。シーズン開幕後はウエスタン・リーグで登板を重ね、6月8日までの8試合で3勝2敗、防御率2.93を記録。6月9日に中継ぎ要員として、プロ初昇格を果たした。同日の横浜DeNAベイスターズ戦（横浜スタジアム）でプロ初登板。2三振を奪い、無失点に抑えるデビューとなった。8月15日の埼玉西武ライオンズ戦でプロ初勝利を挙げるなど、18試合登板で1勝1敗1ホールド、防御率3.25だった。11月27日、700万円増となる推定年俸1500万円で契約を更改した。

## 選手としての特徴
スライダー・カットボール・カーブ・スプリット・チェンジアップ・ツーシームと6種類の変化球を操る。ストレートの最速は大学時代に153km/hを計測。
牽制やフィールディングも得意としており、総合力で勝負するピッチャーである。

## 人物
ルーキーイヤーである2024年7月29日に一般女性と入籍している。

## 詳細情報

### 記録
初記録
- 初登板：2024年6月9日、対横浜DeNAベイスターズ3回戦（横浜スタジアム）、8回裏に5番手で救援登板・完了、1回無失点[18]
- 初奪三振：同上、8回裏に柴田竜拓から見逃し三振[18]
- 初先発登板：2024年7月17日、対千葉ロッテマリーンズ15回戦（みずほPayPayドーム福岡）、3回3失点で勝敗つかず[19]
- 初勝利：2024年8月15日、対埼玉西武ライオンズ20回戦（ベルーナドーム）4回裏に2番手で救援登板、2回無失点[20]
- 初ホールド：2024年9月8日、対埼玉西武ライオンズ23回戦（みずほPayPayドーム福岡）、7回表に3番手で救援登板、2/3回無失点
- 初セーブ：2025年5月22日、対北海道日本ハムファイターズ8回戦（エスコンフィールドHOKKAIDO）、11回裏に8番手で救援登板・完了、1/3回無失点[21]

### 背番号
- 53（2024年[9] - ）

### 登場曲
- 「大不正解」back number（2024年 - ）
- 「スーパースターになったら」back number（2024年 - ）[22]